# 天主教格雷戈里奧德拉費雷爾教區
天主教格雷戈里奧德拉費雷爾教區（拉丁語：Dioecesis Gregorii de Laferrere）是阿根廷一個羅馬天主教教區，為布宜諾斯艾利斯總教區的附屬教區。
教區於2000年11月25日成立，位於布宜諾斯艾利斯南郊。根據2006年的統計資料記載，教區有644,000名教友（佔轄區總人口90.2%）、26個堂區和45名司鐸。現任教區主教為喬治·瑪定·托雷斯-卡爾博內利，榮休主教為若望·歐拉西奧·蘇阿雷斯。